# Buston (osiedle typu miejskiego)
Buston (tadż.: Бӯстон) – osiedle typu miejskiego w Tadżykistanie (wilajet sogdyjski). W 2012 liczyło ok. 15 tys. mieszkańców.